# Episodi di Whispering Smith
La prima e unica stagione della serie televisiva Whispering Smith è andata in onda negli Stati Uniti dall'8 maggio 1961 al 30 ottobre 1961 sulla NBC.
| nº | Titolo originale        | Prima TV USA      |
| -- | ----------------------- | ----------------- |
| 1  | The Blind Gun           | 8 maggio 1961     |
| 2  | The Grudge              | 15 maggio 1961    |
| 3  | The Devil's Share       | 22 maggio 1961    |
| 4  | Stake-Out               | 29 maggio 1961    |
| 5  | Safety Valve            | 5 giugno 1961     |
| 6  | Stain of Justice        | 12 giugno 1961    |
| 7  | The Deadliest Weapon    | 19 giugno 1961    |
| 8  | The Quest               | 26 giugno 1961    |
| 9  | Three for One           | 3 luglio 1961     |
| 10 | Death at Even Money     | 10 luglio 1961    |
| 11 | The Hemp Reeger Case    | 17 luglio 1961    |
| 12 | The Mortal Coil         | 24 luglio 1961    |
| 13 | Cross Cut               | 31 luglio 1961    |
| 14 | Double Edge             | 7 agosto 1961     |
| 15 | Trademark               | 14 agosto 1961    |
| 16 | The Jodie Tyler Story   | 21 agosto 1961    |
| 17 | Poet and Peasant Case   | 28 agosto 1961    |
| 18 | Dark Circle             | 4 settembre 1961  |
| 19 | Swift Justice           | 11 settembre 1961 |
| 20 | The Idol                | 18 settembre 1961 |
| 21 | String of Circumstances | 25 settembre 1961 |
| 22 | The Interpreter         | 2 ottobre 1961    |
| 23 | The Homeless Wind       | 9 ottobre 1961    |
| 24 | Trial of the Avengers   | 16 ottobre 1961   |
| 25 | Prayer of a Chance      | 23 ottobre 1961   |
| 26 | Hired to Die            | 30 ottobre 1961   |

## The Blind Gun
- Prima televisiva: 8 maggio 1961

### Trama
- Guest star: Herbert Lytton (dottore), Earl Hansen (Rex Avery), Jim Sheppard (Deputy Jim), Harry Strang (contadino), Jan Merlin (Thad Janeck), Robert Osterloh (Ben Avery), Carol Byron (Mary Gallagher), Jack Tornek (cittadino)

## The Grudge
- Prima televisiva: 15 maggio 1961

### Trama
- Guest star: Robert Redford (Johnny Gates), Gloria Talbott (Cora Gates), Gail Bonney (esercente dell'hotel), Tom McKee (Warehouse Manager), June Walker (Ma Gates), Chick Sheridan (barista)

## The Devil's Share
- Prima televisiva: 22 maggio 1961

### Trama
- Guest star: Kathie Browne (Ilsa Dunker), Clu Gulager (Jeff Whalen), Rosemary Day (Marjanne Gaul), Otto Waldis (Emil Dunker), Jimmy Lydon (Frank Whalen)

## Stake-Out
- Prima televisiva: 29 maggio 1961

### Trama
- Guest star: John Cliff (Mike Garrity), Richard Devon (Duggan), Lyn Thomas (Laura), Bill McLean (Gordon—Bartender), Joyce Taylor (Edie Romack), Chick Hannan (frequentatore bar)

## Safety Valve
- Prima televisiva: 5 giugno 1961

### Trama
- Guest star: Jack Grinnage (soldato Roger Owen), Paul Baxley (caporale Forsythe), John War Eagle (moglie di Gray Snake), Keith Richards (soldato O'Neill), Les Tremayne (colonnello Middleton), Harry Carey Jr. (sergente Curt Stringer), Della Sharman (Carrie Middleton), Herman Hack (soldato)

## Stain of Justice
- Prima televisiva: 12 giugno 1961

### Trama
- Guest star: Nancy Valentine (Stella Dean), Barbara Wilson (Alice Kirby), John Zaremba (Jess Kirby), Kay Stewart (Mrs. Martha Harrington), Patric Knowles (giudice Wilbur Harrington), Richard Chamberlain (Chris Harrington), Helen Spring (Mrs. Warner)

## The Deadliest Weapon
- Prima televisiva: 19 giugno 1961

### Trama
- Guest star: Don Keefer (dottor Albert Johnson), Aline Towne (Mrs. Tina Miller), Len Hendry (Seth Mullany), Paul Lees (Vincent Posdell), Bartlett Robinson (Ralph Miller), Jim Sheppard (vicesceriffo Jim)

## The Quest
- Prima televisiva: 26 giugno 1961

### Trama
- Guest star: Frank Richards (Ed Buehly), Harry Holcombe (Broderick), Boyd Stockman (Broderick Hand), Harold Goodwin (Clay Weatherby), Elen Willard (Charlotte Laughlin), Kay Stewart (Bella Laughlin), John Harmon (Jackie Rouge), Chick Hannan (frequentatore bar)

## Three for One
- Prima televisiva: 3 luglio 1961

### Trama
- Guest star: Tom Dillon (Thad), Brad Trumbull (poliziotto), Jack Perrin (cittadino), Claire Meade (Mrs. Hooper), Richard Crane (Lucas), Pamela Duncan (Helen), Ken Mayer (Carter), K.L. Smith (Ralph Malone), Roscoe Ates (sceriffo Ben Stanley), Raymond Hatton (Locksmith), Charles Fredericks (maniscalco), Norman Leavitt (impiegato), Steve McAdam (ragazzo), Buddy Roosevelt (cittadino)

## Death at Even Money
- Prima televisiva: 10 luglio 1961

### Trama
- Guest star: Sherwood Price (Rios), Herbert Lytton (Doc Henderson , solo accreditato), Walter Lawrence (frequentatore bar), Sandy Sanders (conducente), Marc Lawrence (Frankie Wisdom), Robert Lowery (Dave Markson), John Daheim (Dorset), Max Wagner (frequentatore bar)

## The Hemp Reeger Case
- Prima televisiva: 17 luglio 1961

### Trama
- Guest star: Patricia Medina (Flo Nichols), David McMahon (barista Roy), Signe Hack (contadino), Herman Hack (Man Turning in Reeger), James Best (Hemp Reeger), Edward Platt (sceriffo Sam Aikens), Sam Edwards (Deputy Ed Skillie), John Craven (Bolling the Drifter), Jim Sheppard (vicesceriffo Jim)

## The Mortal Coil
- Prima televisiva: 24 luglio 1961

### Trama
- Guest star: Dennis Moore (Clay Goodnight), Hugh Sanders (sindaco Dan Adams), Cecil Elliott (Hannah), Willard W. Willingham (Billy Wilson), John Beradino (Claude Denton), Marianne Stewart (Sarah Denton), Henry Brandon (Rex Denton / J. Burton Hamilton), Hank Patterson (Leadville Oldtimer)

## Cross Cut
- Prima televisiva: 31 luglio 1961

### Trama
- Guest star: Colin Male (Dakota Jackson), Don Beddoe (Mr. McCreedy), Marshall Reed (ufficiale McGowan), Jim Hayward (Cyrus W. Gratch), Audrey Dalton (April Fanshaw), Cecil Combs (cittadino)

## Double Edge
- Prima televisiva: 7 agosto 1961

### Trama
- Guest star: John Harmon (Walter Frye), Robin Raymond (Peggy Casson), Bill McLean (Corky, Bartender), Boyd 'Red' Morgan (Frank Molloy), Lori Nelson (Mrs. Venetia Molloy), Myron Healey (Jim Conley), Stacy Morgan (Pete Keller)

## Trademark
- Prima televisiva: 14 agosto 1961

### Trama
- Guest star: Forrest Taylor (Angus Mitchell), Donald Buka (Michael Whittier), Lincoln Demyan (Deputy Hank), Henry Wills (Pit Boss), Marie Windsor (Maple Gray), Bernie Kopell (Operatore roulette)

## The Jodie Tyler Story
- Prima televisiva: 21 agosto 1961

### Trama
- Guest star: Harold 'Tommy' Hart (Bert Harlow), William Henry (Ben Harlow), Willard W. Willingham (Billy Wilson), Louis Towers (Lou Harlow), Rachel Foulger (Jodie Tyler), Read Morgan (Hob Judson), Jimmy Carter (Tim Tyler), Dorothy Adams (Mrs. Ward), Chick Hannan (Warren - Passeggero assassinato)

## Poet and Peasant Case
- Prima televisiva: 28 agosto 1961

### Trama
- Guest star: William Mims (Lou Dawson), Jess Kirkpatrick (Sam Jeffers), Yvonne Adrian (Sarah Henderson), Dean Williams (barista), Alan Mowbray (Lord Alfred Hilary), Paul Keast (Summers), Jerry Catron (Carruthers)

## Dark Circle
- Prima televisiva: 4 settembre 1961

### Trama
- Guest star: Carleton Young (Gilly Fender), Diana Millay (Ellen Blanch), Frances Morris (Fender's Housekeeper), Richard Reeves (Ev Tabor), E.J. André (Philo Blanch), Adam Williams (Ben), Salvador Baguez (Cantina Owner)

## Swift Justice
- Prima televisiva: 11 settembre 1961

### Trama
- Guest star: Monte Burkhart (Nat Prine), Stanley Clements (Glencoe MacDonald), Buff Brady (Young Campbell), Jerry Catron (Miguel), Minerva Urecal (Flora MacDonald), William Tannen (Angus Campbell), Dick Hudkins (Charley MacDonald)

## The Idol
- Prima televisiva: 18 settembre 1961

### Trama
- Guest star: John McKee (Jim, Barfly), William Hunt (Mine Guard Hank), Richard Alexander (frequentatore bar), John Frederick (frequentatore bar), Alan Hale Jr. (Ole Brindessen), Joan O'Brien (Marilyn Manning), John Stephenson (Eddie Royce), Marjorie Reynolds (Baby Doll Harris), Larry Perron (Tom Jerson), Chuck Webster (Albert Grogans), Joseph Ruskin (Jess, bodyguard di Royce), Ralph Neff (barista), Chick Hannan (frequentatore bar)

## String of Circumstances
- Prima televisiva: 25 settembre 1961

### Trama
- Guest star: Richard Alexander (cittadino), Ken Christy (dottore), Jim Sheppard (Deputy Jim), Ted Mapes (Deputy), Kathleen Freeman (Ethel Sondergaard aka Gilda Sorenson), Terence de Marney (Willie Farrar), Olive Sturgess (Meg Phillips), Tyler McVey (Dan Cargill), Henry Hunter (Chet Phillips), Jack Tornek (cittadino)

## The Interpreter
- Prima televisiva: 2 ottobre 1961

### Trama
- Guest star: Al Ruscio (Phillipe Carmotta), Paul Picerni (Enrico Spanato), Robert Stevenson (Sam), Johnny Seven (Mafia Killer), Kay Chaque (Mrs. Ensoni), Gil Frye (cittadino), Sara Taft (Ida Martin)

## The Homeless Wind
- Prima televisiva: 9 ottobre 1961

### Trama
- Guest star: Alex Montoya (El Tiger), Jim Davis (Sam Chandler), Ruben Moreno (Bandit), Antonio Lomeli (Juanito), Salvador Baguez (bandito)

## Trial of the Avengers
- Prima televisiva: 16 ottobre 1961

### Trama
- Guest star: Craig Duncan (Garson), John Mitchum (Dutch Logan), Olan Soule (Ed the Telegrapher), Jim Hayward (Cyrus Gratch), Leo Gordon (Bigley), Bob Steele (Joe Mullet), Gene Roth (Otto Holman), Jim Sheppard (Deputy Jim)

## Prayer of a Chance
- Prima televisiva: 23 ottobre 1961

### Trama
- Guest star: Vladimir Sokoloff (padre Antonio), Lou Krugman (Joe Muller), Lee Millar (cittadino in Jeweler's Shop), Cyril Delevanti (Dan the Jeweler), Peter Whitney (Lasko), Jim Sheppard (Deputy Jim)

## Hired to Die
- Prima televisiva: 30 ottobre 1961

### Trama
- Guest star: Mary Adams (Mrs. Landers), Viola Berwick (Emma Hunter), Jess Kirkpatrick (Mack, Stage Manager), Pamela Light (Madge Landers), Arthur Franz (Paul Landers), Richard H. Cutting (banchiere Gallager)